# 4. konjeniški karabinjerski polk
4. konjeniški karabinjerski polk (izvirno italijansko 4° Reggimento Carabinieri a Cavallo) je konjeniški polk Korpusa karabinjerjev, ki je nastanjen v Rimu.

## Zgodovina
Polk je bil ustanovljen 1. aprila 1963 in je zadolžen za vzdrževanje javnega redu, izvajanje konjeniških patrulj v zelenih conah, varovanje športnih prireditev,...